# 有志連合
有志連合（ゆうしれんごう、Coalition of the willing）は、1990年代以降の冷戦終結後、国際連合の規定する国際連合平和維持活動の形を取らず、平和維持活動や軍事介入を行う、地域概念にとらわれない意思と能力に基づく連携関係の称。「意思ある諸国の連携」（いしあるしょこくのれんけい）と訳されることもある。日本語では対テロ戦争参加諸国に使用されることが多く、その場合は「国際的反テロ連合」（こくさいはんテロれんごう）と呼ばれることもある。

## 概要
1993年以降、国際連合の枠組みにおいての平和維持活動が行えないケースが増加した。このため関連諸国が共同して活動を行うという事態が増加した。1994年6月、アメリカ合衆国のビル・クリントン大統領は米朝枠組み合意に関する交渉の中で北朝鮮に対してありうる制裁方法として「Coalition of the willing」の語を使用している。
この形が取られたものには、1999年8月30日から2000年2月まで東ティモールで国際連合東ティモール暫定行政機構が成立するまで平和維持に当たった東ティモール国際軍、2003年に核拡散を防止する目的で始まった拡散に対する安全保障構想などが挙げられる。

## イラク戦争における有志連合
2001年9月11日のアメリカ同時多発テロ事件以降、アメリカはアルカーイダをはじめとするテロとの戦いを行なうと宣言した。国際連合加盟国189カ国はテロ非難決議に同調し、2003年2月8日当時の国防長官ドナルド・ラムズフェルドは「人類史上最大の連合」と評したが、アメリカのアフガニスタン紛争では国際連合安全保障理事会決議1368による集団的自衛権をNATOは主張したものの、国連の事前の決議で承認されたものではないため、参加国軍は国連軍ではないことはもちろん、アメリカと特に同盟関係にはない国も参加していること、本来の同盟関係の国が参加していないことなど、多くの特徴を持ち合わせていたため、戦争に参加した国々とその連合的軍隊を呼ぶ適当な言葉はなかった。特にこの語が使われるようになったのはイラク戦争からである。
イラクの大量破壊兵器の除去及びサッダーム・フセイン政権の体制変換を目的としたアメリカ、イギリス主導のイラク戦争は、フランス、ドイツ、カナダといった国々が反対する一方、オーストラリア、日本、イタリア、スペイン、デンマーク、オランダ、ポーランド、リトアニア、ラトヴィア、エストニアなどの国々は対イラク開戦に賛成し、部隊をイラクに派遣するなど、アメリカの同盟国・友好国の間でも賛否が割れ、武力行使容認決議に基づいてエジプト、シリア、サウジアラビアなどのアラブ諸国を含めて30ほどの国が多国籍軍を結成して湾岸戦争の時と比べて対照的なものとなった。
日本はこの戦争で約3年間で延べ1万人以上をイラクへ派遣した。派遣目的は武力行使を目的とせず、あくまで現地の復興支援や治安維持任務を担う連合軍への後方支援であった。当時の日本政府も、派遣場所を「非戦闘地域」に限定するとしていた。

## 過激派組織ISILに対する攻撃
2014年8月8日、アメリカ軍を中心とした複数の連合軍が、イラクで勢力を拡大しつつあった過激派組織ISILに対して空爆を開始した。参加国の形態は、ほぼ従来の有志連合だが、日本における報道では「有志国連合」として報道された。